# Sire Records
Sire Records is een Amerikaans platenlabel eigendom van de Warner Music Group. Het is in 1966 opgericht door Seymour Stein en Richard Gottehrer, die ieder 10.000 $ investeerden, 50.000 $ werd verkregen van Tom Noonan van Date Records.

## Geschiedenis

### Beginjaren
De eerste release van het label was Loving Kind of Way van The Jam, eind maart of begin april 1968. Rond dezelfde tijd sloot Sire een distributiecontract met P.I.P. Records. In april 1968 vloog Seymour Stein naar Europa en het Verre Oosten om distributieovereenkomsten te sluiten en progressieve Britse en Europese bands te contracteren die geen Amerikaanse labeldeals hadden. De meest succesvolle artiesten uit dit tijdperk zijn onder meer Renaissance, de Climax Blues Band en Focus, wiens instrumentale "Hocus Pocus" Sire zijn eerste Top 10-hit bezorgde.

### 1976-2000
In 1976 was Sire een van de eerste grote onafhankelijke labels die artiesten uit de ontluikende punk- en New Wave-scene contracteerden, waaronder The Ramones, The Dead Boys, The Cure, Jonathan Richman en The Talking Heads. Onder titels als The Vintage Years, Roots of British Rock en History Of British Rock werden in de jaren zeventig meerdere verzamelalbums uitgebracht.
Andere gecontracteerde artiesten waren Christine McVie, Ginger Baker, Gruppo Sportivo, Madness, Brian Eno en Depeche Mode, maar de belangrijkste artiest, die labeleigenaar Stein tekende, was de jonge Madonna. Stein was herstellende van een openhartoperatie in een ziekenhuisbed toen hij een ruwe demoversie van "Everybody" hoorde. In 1983 kwam haar titelloze debuutalbum uit, gevolgd door meerdere nr. 1 albums, totdat Madonna haar eigen label begon.

### 2000-2003
In de periode 2000 tot 2003 is Sire kortstondig gefuseerd geweest met London Records

### Vanaf 2003
Gecontracteerde artiesten zijn Bryce Vine, Cavetown, Omah Lay, Pretty Much, Tegan and Sara en Toian.

## Distributie
Sire heeft de distributie van haar platen meestal via distributie-overeenkomsten met andere labels geregeld, en dan wereldwijd niet met steeds dezelfde partner.
Voor de Verenigde Staten onderscheiden we:
- London Records (1968-1970)
- Famous Music (1971-1977)
- Warner Bros. Records (1977-1994)
- Elektra Records (1994-1997)
- London-Sire Records (1997-2000)
- Warner Bros. Records (vanaf 2000)

Sire wordt in de Benelux gedistribueerd door Warner Music Benelux 